# Martin Dressel
Martin Dressel (* 25. Januar 1960 in Bayreuth) ist ein deutscher Physiker und Hochschullehrer. Er ist Professor für Experimentalphysik an der Universität Stuttgart.

## Leben
Nach dem Abitur am Graf-Münster-Gymnasium studierte Dressel an der Universität Erlangen und an der Universität Göttingen Physik, mit Diplom 1986. Danach fertigte er dort seine Dissertation am von Manfred Schroeder geleiteten 3. Physikalischen Institut an und wurde 1989 promoviert. Nach knapp zweijähriger Tätigkeit am Laser-Laboratorium Göttingen war Dressel zunächst Postdoc an der University of British Columbia in Vancouver und danach in der Gruppe von George Grüner an der University of California, Los Angeles. 1995 wechselte er als Habilitand an die Technische Hochschule Darmstadt, danach arbeitete er an der Universität Augsburg. Seit 1998 ist er Professor an der Universität Stuttgart und leitet dort das 1. Physikalische Institut.
2003 erhielt Dressel den Landesforschungspreis Baden-Württemberg. 2004 war er Gastprofessor an der Universität Barcelona. Seit 2013 ist er Adjunct Professor am Moskauer Institut für Physik und Technologie.
2023 wurde ihm der Kenneth J. Button Award der International Society of Infrared, Millimeter, and Terahertz Waves (IRMMW-THz) verliehen.
Dressel ist verheiratet mit der Richterin am Bundesgerichtshof Annette Brockmöller.

## Forschung
Dressel erforscht niedrigdimensionale und wechselwirkende Elektronensysteme in Festkörpern. Zu den von ihm untersuchten Materialsystemen gehören ein- und zweidimensionale organische Leiter (z. B. Bechgaard-Salze und BEDT-TTF-Verbindungen), eisenhaltige Hochtemperatursupraleiter, molekulare Magnete, Schwerfermionenmetalle und Metamaterialien.
Methodisch verwenden Dressel und seine Forschungsgruppe vor allem optische Spektroskopie über einen sehr breiten spektralen Bereich (Mikrowellen, THz-Strahlung, Infrarotstrahlung, sichtbares Licht). Hiermit untersucht er verschiedene Fragestellungen der Festkörperphysik, z. B. zu den Themen metallische Leitfähigkeit in niedrigen Dimensionen, Supraleitung, Magnetismus (z. B. Quantenspinflüssigkeiten) und Mott-Systeme.
Zur Elektrodynamik von Festkörpern verfasste er mit George Grüner auch ein Lehrbuch.